# Khazanah Nasional
Khazanah Nasional Berhad es un fondo soberano malayo. En realidad es el brazo inversor del Gobierno de Malasia, el que dirige las inversiones comerciales del gobierno y emprende inversiones estratégicas. 

## Historia
Khazanah Nasional se incorporó al ''Companies Act 1965'' el 3 de septiembre de 1993 como compañía pública. El capital en acciones de Khazanah está administrado por el Ministerio de Finanzas, en concreto por un cuerpo de ese ministerio (ley de 1957).
Khazanah tiene un consejo de nueve miembros, que comprende representantes del Estado y de sectores privados. Najib Razak, ex primer ministro de Malasia, es el presidente del consejo de administración.
Khazanah tiene participaciones en más de 50 compañías con un valor neto de $29.000 millones (2012). Estas compañías pertenecen a varios sectores como telecomunicaciones, automoción, administración de aeropuertos, infraestructuras, desarrollo de propiedades, semiconductores, hólding de inversiones, tecnología y capital riesgo.
Algunas de las empresas y compañías incluidas en la cartera de Khazanah son: Axiata, Telekom Malasia, Tenaga Nasional, CIMB Grupo, PLUS Expressways, Malaysia Airlines,  Aeropuertos de Malasia y UEM Tierra.
Hasta 2015 el fondo se centró principalmente en inversiones en su propio país, India y el mundo islámico en general y contaba con una elevada exposición a empresas de telecomunicaciones, que suponían el 24,1% de su cartera, de energía, con el 17,4%, servicios financieros, con el 14,5%, o salud, con otro 13,3%. Algunas de estas firmas tenían relación con el Gobierno de Malasia. 
Su entrada frustrada en Globalvía Infraestructuras cambió su política en Europa, para la que fichó a Javier Santiso, ex director general de Telefónica.

## Cronología reciente
- 2015: Khazanah Nasional compra el 100% de Globalvia Infraestructuras a FCC y Bankia por un monto cercano a los €420 millones de euros.[5] La operación se deshace porque los fondos USS, OPTrust y PGGM, tenedores de un bono convertible de 750 millones de euros en Globalvia, ejercitaron su derecho de adquisición preferente.[6]

## Compañías en cartera
Khazanah Nasional tiene participaciones sustanciales en compañías de varios sectores como
Agricultura
- MAFC 100%
- Archipiélago azul 100%
- Biotropics 100%

Automoción
- Miyazu Seisakusho 9.12%

Materiales básicos
- CIMA 100%

Instituciones financieras
- Santubong Aventuras 100%
- ACRM 70%
- Valuecap 33.33%
- ACR Holdings 31.56%
- ACR ReTakaful 40%
- Banco Muamalat 30.0%
- CIMB Grupo 28.39%
- EON Capital 10.0%
- Jadwa Inversión 10.0%
- IDFC 8.97%

Salud
- IHH Healthcare Berhad 45.3%, incluyendo el completamente poseyó filiales
  - Parkway Pantai Limitó
  - IMU Salud
- Apolo Hospital 10.85%
- Acibadem Healthcare Grupo 15%

Construcción e infraestructuras
- Más Expressways 16.74%
- UEM Grupo 100%
- UEM Constructores 100%
- Opus Internacional 96.39%

Turismo y ocio
- Themed Atracciones 100%

Comunicaciones y medios de comunicación
- Axiata Grupo Berhad 44.51%
- Telekom Malasia 36.78%
- TimedotCom 18.38%
- Ingeniería de tiempo 45%
- Astro 29.34%

Inmobiliaria
- STLR 100%
- Iskandar Inversión Berhad 60%
- Putrajaya Holdings 15.59%
- UEM Tierra 77.14%

Tecnología y Biotecnología
- Cuanto atlántico 100%
- MTDC 100%
- SilTerra Malasia 98.05%
- Springhill Bioventures 33.33%

Logística y transporte
- Penerbangan Malasia 100%
- Aerolíneas de Malasia 100%
- Aeropuertos de Malasia 60%
- Pos Malasia 32.21%
- Westport 8.55%

Otros
- Tenaga Malasia 35.69%
- Shuaibah Agua y Compañía de Electricidad 12%
- Northern Utility 20%
- KCS Energía verde 80%
- Parkson Venta al detalle 7.84%